# Homebound
Homebound was het derde album van de Belgische band Flowers for Breakfast. Het werd uitgebracht in 1998.

## Tracklist[1]
1. You Wish
2. Some Other Times
3. A Shiny Future #2
4. Ugly
5. Drift
6. OO7 oh!
7. Brief
8. Mandarine
9. Ego
10. Video
11. Homebound
12. A Shiny Future
13. Sneak Song